# منتخب طاجيكستان لكرة القدم للسيدات
منتخب طاجيكستان الوطني لكرة القدم للسيدات هو ممثل طاجيكستان الرسمي في المنافسات الدولية في كرة القدم للسيدات، يديريه اتحاد طاجيكستان لكرة القدم.